# 鮑爾瑟姆 (北卡羅萊納州)
鮑爾瑟姆（英語：Balsam）是位於美國北卡羅萊納州傑克遜縣的非建制地區。

## 歷史
鮑爾瑟姆的郵局自1873年營運至今。

## 地理
鮑爾瑟姆所處的海拔為高於海平面1007米（即3304英呎），而該地所採用的時區為UTC-5，即北美东部时区（EST）。同時該地設有夏令時間，為UTC-5調快一小時，即UTC-4（EDT）。